# SBS 연기대상
SBS 연기대상(영어: SBS Drama Awards)은 매년 열리는 한 해 동안 SBS 드라마에서 연기를 보여 준 연기자들의 공로를 치하하는 시상식으로, 최고상은 ‘대상’이며 분야별로 여러 가지 상이 수여된다. 1992년 12월 31일에 송년 특집으로 열린 SBS 올해의 스타상에서 가수, 개그맨, 탤런트 부문으로 한정하여 시상하였다. 이를 토대로 1993년부터는 SBS 스타상이라는 명칭으로 부문별로 시상했는데, 1996년부터는 SBS 연기대상으로 명칭을 변경하였다. 그리고 2014년부터 2016년까지는 SAF 연기대상으로 변경하였으며, SAF는 “SBS 어워즈 페스티벌”(SBS AWARDS FESTIVAL)의 줄임말이다. 2017년부터 프로그램명을 SBS 연기대상으로 다시 변경하여 진행하고 있다.

## 타이틀 변천사
- 1대: SBS 스타상 (1992년 ~ 1995년)[2]
- 2대: SBS 연기대상 (1996년 ~ 2013년)
- 3대: SAF 연기대상 (2014년 ~ 2016년)
- 4대: SBS 연기대상 (2017년 ~ 현재)

## 시상 부문 (2024년 기준)
- 대상
- 최우수연기상
- 우수연기상
- 베스트 퍼포먼스상
- 올해의 팀
- 조연상
- 베스트 커플상
- 신인연기상
- 청소년연기상
- 신스틸러상

## 역대 대상 수상자
| 연도 | 수상자        | 출연작                      |
| ---- | ------------- | --------------------------- |
| 1993 | 이미숙        | 댁의 남편은 어떠십니까      |
| 1994 | 최명길        | 결혼                        |
| 1995 | 최민수        | 모래시계                    |
| 1996 | 박근형        | 형제의 강                   |
| 1997 | 시상식 미개최 | 시상식 미개최               |
| 1998 | 김희선        | 미스터Q                     |
| 1999 | 심은하        | 청춘의 덫                   |
| 2000 | 고두심        | 덕이                        |
| 2001 | 강수연 전인화 | 여인천하                    |
| 2002 | 안재모        | 야인시대                    |
| 2003 | 이병헌        | 올인                        |
| 2004 | 박신양 김정은 | 파리의 연인                 |
| 2005 | 전도연        | 프라하의 연인               |
| 2006 | 한혜숙        | 하늘이시여                  |
| 2007 | 박신양 김희애 | 쩐의 전쟁 내 남자의 여자    |
| 2008 | 문근영        | 바람의 화원                 |
| 2009 | 장서희        | 아내의 유혹                 |
| 2010 | 고현정        | 대물                        |
| 2011 | 한석규        | 뿌리깊은 나무               |
| 2012 | 손현주        | 추적자 THE CHASER           |
| 2013 | 이보영        | 너의 목소리가 들려          |
| 2014 | 전지현        | 별에서 온 그대              |
| 2015 | 주원          | 용팔이                      |
| 2016 | 한석규        | 낭만닥터 김사부             |
| 2017 | 지성          | 피고인                      |
| 2018 | 감우성 김선아 | 키스 먼저 할까요            |
| 2019 | 김남길        | 열혈사제                    |
| 2020 | 남궁민        | 스토브리그                  |
| 2021 | 김소연        | 펜트하우스 2 & 펜트하우스 3 |
| 2022 | 김남길        | 악의 마음을 읽는 자들       |
| 2023 | 이제훈 김태리 | 모범택시 2 악귀             |
| 2024 | 장나라        | 굿파트너                    |

## 역대 부문별 수상자

### 1990년대 연기대상
가수 부문
| 부문            | 부문            | 수상자 |
| --------------- | --------------- | ------ |
| 아내 덕분상     | 아내 덕분상     | 태진아 |
| 예쁜 오빠상     | 예쁜 오빠상     | 현진영 |
| 차라리 개그맨상 | 차라리 개그맨상 | 조갑경 |

탤런트 부문
| 부문            | 부문            | 수상자 |
| --------------- | --------------- | ------ |
| 열연상          | 열연상          | 윤여정 |
| 마마보이상      | 마마보이상      | 이영범 |
| 열창상          | 열창상          | 임현식 |
| 감칠맛 상       | 감칠맛 상       | 이미영 |
| 베스트 드레서상 | 베스트 드레서상 | 최명길 |
| 눈물연기상      | 눈물연기상      | 고현정 |
| 우정상          | 우정상          | 도금봉 |

개그맨 부문
| 부문          | 부문          | 수상자                                 |
| ------------- | ------------- | -------------------------------------- |
| 유행어 상     | 유행어 상     | 최양락                                 |
| 차라리 가수상 | 차라리 가수상 | 최형만                                 |
| 여우주연상    | 여우주연상    | 서세원                                 |
| 신인상        | 신인상        | 김경태                                 |
| 특별상        | 특별상        | 문성근, 김승규, 이선우, 이주연, 성성모 |

| 부문                      | 부문                      | 수상자     | 출연작                            |
| ------------------------- | ------------------------- | ---------- | --------------------------------- |
| 탤런트 부문 최우수 연기상 | 탤런트 부문 최우수 연기상 | 박중훈     | 머나먼 쏭바강                     |
| 탤런트 부문 최우수 연기상 | 탤런트 부문 최우수 연기상 | 김혜선     | 산다는 것은, 친애하는 기타 여러분 |
| 탤런트 부문 신인 연기상   | 탤런트 부문 신인 연기상   | 오대규     | 머나먼 쏭바강                     |
| 탤런트 부문 신인 연기상   | 탤런트 부문 신인 연기상   | 이영애     | 댁의 남편은 어떠십니까            |
| 코미디 부문 최우수 연기상 | 코미디 부문 최우수 연기상 | 김미화     |                                   |
| 코미디 부문 인기상        | 코미디 부문 인기상        | 신동엽     |                                   |
| 코미디 부문 신인 연기상   | 코미디 부문 신인 연기상   | 틴틴파이브 |                                   |
| MC 부문 MC상              | MC 부문 MC상              | 임백천     | 대결20/40                         |

| 부문                 | 부문                 | 수상자 | 출연작                          |
| -------------------- | -------------------- | ------ | ------------------------------- |
| 최우수 연기상        | 최우수 연기상        | 한진희 | 작별                            |
| 최우수 연기상        | 최우수 연기상        | 최진실 | 사랑의 향기                     |
| 코미디 부문 최우수상 | 코미디 부문 최우수상 | 이봉원 | 좋은 친구들                     |
| 코미디 부문 우수상   | 코미디 부문 우수상   | 신동엽 | 웃으면 좋아요, 기쁜 우리 토요일 |
| 코미디 부문 우수상   | 코미디 부문 우수상   | 이영자 | 웃으면 좋아요, 기쁜 우리 토요일 |
| 가수 부문 최우수상   | 가수 부문 최우수상   | 김건모 | 핑계                            |
| 우수 연기상          | 우수 연기상          | 유동근 | 이 남자가 사는 법               |
| 우수 연기상          | 우수 연기상          | 유호정 | 결혼, 작별                      |
| 신인 연기상          | 신인 연기상          | 이진우 | 결혼                            |
| 신인 연기상          | 신인 연기상          | 정혜영 | 까치네                          |
| 신인 가수상          | 신인 가수상          | 룰라   | 백일째 만남, 비밀은 없어        |
| 인기상               | 인기상               | 이병헌 | 사랑의 향기                     |
| 작가상               | 작가상               | 박정란 | 사랑의 향기                     |

| 부문                      | 부문                      | 수상자    | 출연작                                     |
| ------------------------- | ------------------------- | --------- | ------------------------------------------ |
| 드라마부문 최우수연기상   | 드라마부문 최우수연기상   | 박상원    | 모래시계, 해빙                             |
| 드라마부문 최우수연기상   | 드라마부문 최우수연기상   | 최진실    | 아스팔트 사나이, 째즈                      |
| 코미디 부문 최우수 연기상 | 코미디 부문 최우수 연기상 | 최양락    | 슈퍼차 부부                                |
| 가수부문 최고 인기상      | 가수부문 최고 인기상      | 룰라      | 날개 잃은 천사                             |
| 드라마부문 우수연기상     | 드라마부문 우수연기상     | 주현      | 옥이이모                                   |
| 드라마부문 우수연기상     | 드라마부문 우수연기상     | 김원희    | 장희빈, 이 여자가 사는 법                  |
| 드라마부문 신인연기상     | 남자                      | 이정재    | 모래시계                                   |
| 드라마부문 신인연기상     | 남자                      | 정우성    | 아스팔트 사나이                            |
| 드라마부문 신인연기상     | 여자                      | 정선경    | 장희빈                                     |
| 드라마부문 신인연기상     | 여자                      | 황수정    | 해빙                                       |
| 코미디 부문 우수 연기상   | 코미디 부문 우수 연기상   | 신동엽    | 기쁜 우리 토요일 등                        |
| 코미디 부문 우수 연기상   | 코미디 부문 우수 연기상   | 김미화    | 누나야, 잘했군 잘했어 등                   |
| 코미디 부문 신인 연기상   | 코미디 부문 신인 연기상   | 전철우    |                                            |
| 코미디 부문 신인 연기상   | 코미디 부문 신인 연기상   | 정은숙    |                                            |
| 드라마 부문 인기상        | 드라마 부문 인기상        | 정종준    | 옥이이모                                   |
| 드라마부문 아역상         | 드라마부문 아역상         | 유재영    | 옥이이모                                   |
| 드라마부문 아역상         | 드라마부문 아역상         | 김형기    | 옥이이모                                   |
| 드라마부문 아역상         | 드라마부문 아역상         | 안경용    | 옥이이모                                   |
| 코미디 부문 인기상        | 코미디 부문 인기상        | 홍록기    | 틴틴파이브                                 |
| 코미디 부문 인기상        | 코미디 부문 인기상        | 김경식    | 틴틴파이브                                 |
| 인기 가수상               | 인기 가수상               | 박미경    | 이브의 경고                                |
| 인기 가수상               | 인기 가수상               | 솔리드    | 이 밤의 끝을 잡고                          |
| 신인 가수상               | 신인 가수상               | R.ef      | 고요속의 외침, 이별공식, 상심              |
| 신인 가수상               | 신인 가수상               | 성진우    | 포기하지마                                 |
| TV MC상                   | TV MC상                   | 박정숙    | 출발! 모닝와이드                           |
| TV MC상                   | TV MC상                   | 강석      | 주말특집 출발! 모닝와이드, 스포츠가 좋아요 |
| 라디오 MC상               | 라디오 MC상               | 윤종신    | 기쁜 우리 젊은 날                          |
| 성우상                    | 성우상                    | 양지운    |                                            |
| 드라마부문 작가상         | 드라마부문 작가상         | 김운경    | 옥이이모                                   |
| 드라마부문 특별상         | 드라마부문 특별상         | 故 임성민 | 고백                                       |
| 드라마부문 특별상         | 드라마부문 특별상         | 정애란    | 인생                                       |
| 코미디부문 특별상         | 코미디부문 특별상         | 김학래    | 슈퍼차 부부                                |

| 부문          | 부문          | 수상자 | 출연작                             |
| ------------- | ------------- | ------ | ---------------------------------- |
| 최우수 연기상 | 최우수 연기상 | 이정길 | 임꺽정, 부자유친, 행복의 시작      |
| 최우수 연기상 | 최우수 연기상 | 이휘향 | 행복의 시작, 만남                  |
| 우수 연기상   | 우수 연기상   | 조민기 | 도시남녀, 연어가 돌아올 때         |
| 우수 연기상   | 우수 연기상   | 김남주 | 도시남녀, 남자대탐험               |
| 신인 연기상   | 신인 연기상   | 정흥채 | 임꺽정                             |
| 신인 연기상   | 신인 연기상   | 임상아 | 야망의 불꽃, 남자대탐험, 형제의 강 |
| 인기상        | 남자          | 이영범 | LA 아리랑                          |
| 인기상        | 남자          | 정찬   | 8월의 신부                         |
| 인기상        | 여자          | 김원희 | 임꺽정, 부자유친                   |
| 인기상        | 여자          | 김지호 | 8월의 신부                         |
| 아역상        | 아역상        | 곽세련 | 형제의 강                          |
| 아역상        | 아역상        | 권해광 | 형제의 강                          |
| 아역상        | 아역상        | 안성태 | 형제의 강                          |
| 아역상        | 아역상        | 육동일 | 형제의 강                          |
| 아역상        | 아역상        | 정수범 | 형제의 강                          |
| 우정상        | 우정상        | 남포동 | 형제의 강                          |
| 공로상        | 공로상        | 장민호 | 아까딴유                           |
| 특별상        | 특별상        | 문오장 | 도둑                               |
| 특별상        | 특별상        | 여운계 | LA 아리랑                          |

| 부문          | 부문          | 수상자 | 출연작                          |
| ------------- | ------------- | ------ | ------------------------------- |
| 최우수 연기상 | 최우수 연기상 | 김민종 | 미스터 Q                        |
| 최우수 연기상 | 최우수 연기상 | 이영애 | 로맨스                          |
| 우수 연기상   | 우수 연기상   | 이경영 | 로맨스                          |
| 우수 연기상   | 우수 연기상   | 송윤아 | 미스터 Q                        |
| 조연상        | 조연상        | 권해효 | 미스터 Q                        |
| 조연상        | 조연상        | 김은정 | 은실이                          |
| 인기상        | 남자          | 송승헌 | 승부사                          |
| 인기상        | 여자          | 김남주 | 내 마음을 뺏어봐                |
| 인기상        | 여자          | 김소연 | 순풍 산부인과, 사랑해 사랑해    |
| 신인 연기상   | 남자          | 김석훈 | 홍길동, 흐린 날에 쓴 편지       |
| 신인 연기상   | 남자          | 류진   | 로맨스                          |
| 신인 연기상   | 여자          | 김현주 | 사랑해 사랑해                   |
| 신인 연기상   | 여자          | 이태란 | 미우나 고우나, 내 마음을 뺏어봐 |
| 시트콤 연기상 | 시트콤 연기상 | 박영규 | 순풍 산부인과                   |
| 시트콤 신인상 | 시트콤 신인상 | 최창민 | 나 어때                         |
| 시트콤 신인상 | 시트콤 신인상 | 송혜교 | 순풍 산부인과, 나 어때          |
| 아역상        | 아역상        | 김성민 | 순풍 산부인과                   |
| 아역상        | 아역상        | 김성은 | 순풍 산부인과                   |
| MC 부문 MC상  | MC 부문 MC상  | 서세원 | 서세원의 좋은 세상 만들기       |
| MC 부문 MC상  | MC 부문 MC상  | 이소라 | 한밤의 TV연예                   |
| 공로상        | 공로상        | 오지명 | 순풍 산부인과                   |
| 특별상        | 특별상        | 이낙훈 | 순풍 산부인과, 미스터 Q         |
| 작가상        | 작가상        | 허숙   | 엄마의 딸                       |

| 부문                   | 부문                   | 수상자                                                                | 출연작                                                                                |
| ---------------------- | ---------------------- | --------------------------------------------------------------------- | ------------------------------------------------------------------------------------- |
| 최우수 연기상          | 최우수 연기상          | 이경영                                                                | 은실이, 크리스탈, 당신은 누구시길래                                                   |
| 최우수 연기상          | 최우수 연기상          | 김영애                                                                | 파도                                                                                  |
| 우수 연기상            | 우수 연기상            | 김석훈                                                                | 토마토                                                                                |
| 우수 연기상            | 우수 연기상            | 유호정                                                                | 청춘의 덫                                                                             |
| 우수 조연상            | 남자                   | 조재현                                                                | 해피투게더                                                                            |
| 우수 조연상            | 남자                   | 임현식                                                                | 퀸                                                                                    |
| 우수 조연상            | 여자                   | 김자옥                                                                | 토마토                                                                                |
| 우수 조연상            | 여자                   | 박원숙                                                                | 토마토                                                                                |
| 신인 연기상            | 남자                   | 정웅인                                                                | 은실이, 파도                                                                          |
| 신인 연기상            | 남자                   | 차태현                                                                | 해피투게더                                                                            |
| 신인 연기상            | 여자                   | 강성연                                                                | 해피투게더, 카이스트                                                                  |
| 신인 연기상            | 여자                   | 전지현                                                                | 해피투게더                                                                            |
| 10대 스타상            | 10대 스타상            | 김상중 김석훈 김영애 김원희 박영규 송승헌 심은하 원미경 이미숙 이병헌 | 토마토, 고스트 토마토 파도 퀸 순풍 산부인과 해피투게더 청춘의 덫 은실이 퀸 해피투게더 |
| 인기상                 | 인기상                 | 은실이 팀                                                             | -                                                                                     |
| 인기상                 | 인기상                 | 퀸 팀                                                                 | -                                                                                     |
| 네티즌들이 뽑은 인기상 | 네티즌들이 뽑은 인기상 | 송승헌                                                                | 해피투게더                                                                            |
| 네티즌들이 뽑은 인기상 | 네티즌들이 뽑은 인기상 | 심은하                                                                | 청춘의 덫                                                                             |
| 공로상                 | 공로상                 | 전원주                                                                | -                                                                                     |
| 특별상                 | 특별상                 | 카이스트 팀                                                           | 카이스트                                                                              |
| 특별상                 | 특별상                 | 삼화네트웍스 신현택 회장                                              | -                                                                                     |
| 우정상                 | 우정상                 | 이종원                                                                | 청춘의 덫                                                                             |
| 시트콤 부문 대상       | 시트콤 부문 대상       | 오지명                                                                | 순풍 산부인과                                                                         |
| 시트콤 연기상          | 시트콤 연기상          | 박미선                                                                | 순풍 산부인과                                                                         |
| 시트콤 연기상          | 시트콤 연기상          | 박영규                                                                | 순풍 산부인과                                                                         |

### 2000년대 연기대상
| 부문          | 수상자                                                                                            | 출연작 |
| ------------- | ------------------------------------------------------------------------------------------------- | --- |
| 최우수 연기상 | 박인환 채시라                                                                                     | 왕룽의 대지 여자만세 |
| 우수 연기상   | 김상중 김현주 강성연                                                                              | 사랑의 전설, 경찰특공대 러브스토리, 덕이 , 루키 |
| 조연상        | 이원종 이미영 김성령                                                                              | 왕룽의 대지 수호천사 줄리엣의 남자 |
| 신인상        | 소지섭 장혁 황인영 김유미 김민희                                                                  | 러브스토리, 왕룽의 대지, 여자만세 왕룽의 대지 경찰특공대 , 천사의 분노 줄리엣의 남자                                                                                        |
| 시트콤 대상   | 박영규                                                                                            | 순풍 산부인과 |
| 시트콤 연기상 | 이영범 김정은                                                                                     | 골뱅이 행진 |
| 인기상        | 차태현 채림                                                                                       | 줄리엣의 남자 여자만세 |
| SBSi상        | 김희선 차태현                                                                                     | 토마토 줄리엣의 남자 |
| 시트콤 인기상 | 표인봉 엄앵란                                                                                     | 순풍 산부인과 행진 |
| 시트콤 신인상 | 정은찬 김효진                                                                                     | 골뱅이 |
| 아역상        | 신지수 이정윤                                                                                     | 덕이 |
| 우정상        | 손현주                                                                                            | 도둑의 딸 |
| 공로상        | 이순재                                                                                            | 자꾸만 보고싶네, 은사시나무 |
| 빅스타상      | 고두심 김민종 김상중 김영애 김희선 박영규 이병헌 이승연 이영애 차태현 송윤아 고현정 심은하 최민수 | 덕이 고스트 사랑의 전설, 경찰특공대 여자만세 토마토 덕이 러브스토리 - 해바라기 사랑의 전설, 메디컬 센터 불꽃 줄리엣의 남자 TV영화 러브스토리 - 유실물 청춘의 덫 사랑의 전설 |

| 부문                     | 수상자                                                                | 출연작                                                                                             |
| ------------------------ | --------------------------------------------------------------------- | -------------------------------------------------------------------------------------------------- |
| 최우수 연기상            | 조재현 도지원                                                         | 피아노 여인천하                                                                                    |
| 드라마스페셜 부문 연기상 | 김민종 최지우                                                         | 수호천사 아름다운 날들                                                                             |
| 연속극 부문 연기상       | 선우재덕 김미숙                                                       | 이별 없는 아침 소문난 여자, 외출                                                                   |
| 조연상                   | 손현주 한영숙 최종환                                                  | 도둑의 딸 여인천하                                                                                 |
| 시트콤 연기상            | 노주현 김원희                                                         | 웬만해선 그들을 막을 수 없다 허니허니                                                              |
| 단막극 연기상            | 안재모 송채환                                                         | 누군가 그리울 때                                                                                   |
| 공로상                   | 신구                                                                  | 웬만해선 그들을 막을 수 없다                                                                       |
| 우정상                   | 김용헌                                                                | |
| 10대 스타상              | 강수연 김민종 도지원 류시원 송승헌 송혜교 이병헌 전인화 조재현 최지우 | 여인천하 수호천사 여인천하 아름다운 날들 로펌 수호천사 아름다운 날들 여인천하 피아노 아름다운 날들 |
| 인기상                   | 고수 윤다훈 김하늘 박선영                                             | 피아노 수호천사 피아노 화려한 시절                                                                 |
| SBSi상                   | 이병헌 송혜교                                                         | 아름다운 날들 수호천사                                                                             |
| 특별상                   | 「여인천하」 한선교 정은아 장정진(성우)                               | 보조출연자들 한선교, 정은아의 좋은 아침 한선교, 정은아의 좋은 아침 SBS 인기가요 외                 |
| 아역상                   | 권오민 오승윤 은서우                                                  | 여인천하 수호천사                                                                                  |
| 뉴스타상                 | 고수 조인성 류승범 지성 박정철 공효진 이유진 이지현                   | 피아노 화려한 시절 신화 화려한 시절 아름다운 날들 순자                                             |

| 부문                                                | 수상자                                                            | 출연작 |
| --------------------------------------------------- | ----------------------------------------------------------------- | --- |
| 최우수 연기상                                       | 장혁 전도연                                                       | 대망, 명랑소녀 성공기 별을 쏘다                                                                                      |
| 인기상                                              | 조인성 김재원 김민희 소유진                                       | 별을 쏘다 라이벌 순수의 시대 라이벌                                                                                  |
| 드라마스페셜 부문 연기상                            | 고수 김지호                                                       | 순수의 시대 정 |
| 시트콤 부문 연기상                                  | 김병세 최성국 조미령 이유진                                       | 대박가족 여고시절 |
| 특별기획 부문 연기상                                | 한재석 김현주                                                     | 대망 유리구두 |
| 연속극 부문 연기상                                  | 김태우 김지수                                                     | 그 여자 사람잡네 흐르는 강물처럼                                                                                     |
| 단막·특집극 연기상                                  | 신구 나문희                                                       | 그대는 이 세상 |
| PD부문 특별상 TV MC부문 특별상 라디오 MC부문 특별상 | 장형일 이경실, 신동엽 박철                                        | |
| 10대 스타상                                         | 안재모 장혁 고수 조인성 김재원 한재석 소유진 김현주 전도연 장나라 | 야인시대 대망, 명랑소녀 성공기 순수의 시대 별을 쏘다 라이벌 대망, 유리구두 라이벌 유리구두 별을 쏘다 명랑소녀 성공기 |
| SBSi상                                              | 김재원 김현주                                                     | 라이벌 유리구두 |
| 뉴스타상                                            | 권상우 김재원 류수영 한은정 김정화 박솔미 성유리 김민정 이요원    | 지금은 연애중 라이벌 명랑소녀 성공기 유리구두 나쁜 여자들 라이벌 대망                                                |
| 공로상                                              | 임동진                                                            | 대박가족 |
| 우정상                                              | 이경호                                                            | 연예인 노조위원장 |
| 조연상                                              | 이원종 박준규 김민선 이세은                                       | 야인시대 유리구두 야인시대                                                                                           |
| 아역상                                              | 곽정욱 김수민                                                     | 야인시대 정 |

| 부문                     | 수상자                                                                | 출연작 |
| ------------------------ | --------------------------------------------------------------------- | --- |
| 최우수 연기상            | 차인표 송혜교                                                         | 완전한 사랑 올인 |
| SBSi 최고 인기상         | 권상우 김희애                                                         | 태양속으로, 천국의 계단 완전한 사랑                                                                                   |
| 10대 스타상              | 권상우 김영철 소지섭 이병헌 차인표 김희애 성유리 최지우 송혜교 최명길 | 태양속으로, 천국의 계단 야인시대 천년지애 올인 완전한 사랑 천년지애 천국의 계단 올인 태양의 남쪽                      |
| 뉴스타상                 | 김태희 공유 박한별 김남진 소이현 이동욱 신민아 조현재 유민 최정원     | 천국의 계단, 스크린, 흥부네 박터졌네 스크린 요조숙녀 천년지애 때려 술의 나라 때려 첫사랑 올인, 압구정 종갓집 애정만세 |
| 드라마스페셜 부문 연기상 | 주진모 지성 최지우                                                    | 때려 올인, 왕의 여자 천국의 계단                                                                                      |
| 시트콤 부문 연기상       | 박준규 홍리나                                                         | 압구정 종갓집 똑바로 살아라                                                                                           |
| 특별기획 부문 연기상     | 소지섭 성유리                                                         | 천년지애 |
| 연속극 부문 연기상       | 김영철 최명길                                                         | 야인시대 태양의 남쪽                                                                                                  |
| 단막·특집극 연기상       | 김영호 성지루 고두심                                                  | 앙숙, 야인시대 앙숙 도토리묵, 연인                                                                                    |
| 조연상                   | 허준호 김정화 유선                                                    | 올인 태양속으로 태양의 남쪽                                                                                           |
| 아역상                   | 박지빈, 김원미 박신혜                                                 | 완전한 사랑 천국의 계단                                                                                               |
| 우정상                   | 라재웅                                                                | SBS 탤런트실장 |
| 공로상                   | 박원숙                                                                | 올인, 흥부네 박터졌네                                                                                                 |
| TV MC 부문 특별상        | 강호동 김제동                                                         | 뷰티풀 선데이, 야심만만 만명에게 물었습니다                                                                           |
| 라디오 부문 우수상       | 김학도 전영미 배칠수                                                  | 와와쇼 |
| 라디오 부문 최우수상     | 이숙영                                                                | 이숙영의 파워 FM |

| 부문                      | 수상자                                                              | 출연작 |
| ------------------------- | ------------------------------------------------------------------- | --- |
| 최우수 연기상             | 조인성 하지원                                                       | 발리에서 생긴 일 |
| 드라마 스페셜 부문 연기상 | 지진희 김현주                                                       | 파란만장 미스김 10억 만들기 |
| 특별기획 부문 연기상      | 이동건 송윤아                                                       | 유리화, 파리의 연인 폭풍 속으로 |
| 연속극 부문 연기상        | 이순재 유선                                                         | 토지 작은 아씨들 |
| 시트콤 연기상             | 백윤식 변정수                                                       | 압구정 종갓집 혼자가 아니야 |
| 조연상                    | 류수영 신이                                                         | 장길산 발리에서 생긴 일 |
| 아역상                    | 김영찬 배나연                                                       | 파리의 연인 토지 |
| 우정상                    | 옥승일                                                              | |
| 공로상                    | 임현식                                                              | 작은 아씨들 |
| TV MC 부문 특별상         | 유재석                                                              | |
| 라디오 부문 특별상        | 박소현                                                              | SBS 파워FM DJ |
| 라디오 부문 특별상        | 김흥국 박미선                                                       | SBS 러브FM DJ |
| 네티즌 최고 인기상        | 김래원 김태희                                                       | 러브스토리 인 하버드 |
| 10대 스타상               | 김래원 김정은 박신양 김태희 이동건 김현주 조인성 송윤아 지성 하지원 | 러브스토리 인 하버드 파리의 연인 러브스토리 인 하버드 유리화 · 파리의 연인 파란만장 미스김 10억 만들기 발리에서 생긴 일 폭풍 속으로 마지막 춤은 나와 함께 발리에서 생긴 일 |
| 뉴스타상                  | 김성수 유진 이완 정다빈 조안                                        | 유리화 마지막 춤은 나와 함께 작은 아씨들 형수님은 열아홉 토지 |

| 부문                      | 수상자                                                              | 출연작 |
| ------------------------- | ------------------------------------------------------------------- | --- |
| 최우수 연기상             | 김주혁 김미숙                                                       | 프라하의 연인 여왕의 조건                                                                                              |
| 드라마 스페셜 부문 연기상 | 손창민 이다해                                                       | 불량 주부 마이걸 |
| 특별기획 부문 연기상      | 고수 이요원                                                         | 그린 로즈 패션70s |
| 연속극 부문 연기상        | 유준상 견미리                                                       | 토지 사랑공감 |
| 단막 · 특집극 연기상      | 하희라                                                              | 내 사랑 토람이 |
| 조연상                    | 김갑수 송옥숙                                                       | 토지 패션70s |
| 아역상                    | 변주연 이영유                                                       | 패션70s 불량 주부 |
| 우정상                    | 김동균                                                              | |
| 공로상                    | 김무생                                                              | 아들 김주혁이 대리수상                                                                                                 |
| TV MC 부문 특별상         | 강호동                                                              | 야심만만 MC |
| 라디오 부문 특별상        | 서민정                                                              | 기쁜 우리 젊은 날 DJ                                                                                                   |
| 네티즌 최고 인기상        | 조인성 김현주                                                       | 봄날 토지 |
| 10대 스타상               | 고수 고현정 김민정 김주혁 김현주 이요원 전도연 조인성 조현재 주진모 | 그린 로즈 봄날 패션70s 프라하의 연인 토지 패션70s 프라하의 연인 봄날 온리 유 패션70s                                   |
| 뉴스타상                  | 윤세아 윤정희 이규한 이보영 이재황 이태곤 조연우 천정명 현영        | 프라하의 연인 하늘이시여 사랑은 기적이 필요해 서동요 그 여름의 태풍 · 다이아몬드의 눈물 하늘이시여 · 불량 주부 패션70s |

| 부문                   | 수상자                                                                | 출연작 |
| ---------------------- | --------------------------------------------------------------------- | --- |
| 최우수 연기상          | 김갑수 손예진                                                         | 연개소문 연애시대                                                                                            |
| 미니시리즈 부문 연기상 | 문정혁 심혜진                                                         | 무적의 낙하산 요원 돌아와요 순애씨                                                                           |
| 연속극 부문 연기상     | 이훈 김지영                                                           | 사랑과 야망 내 사랑 못난이                                                                                   |
| 미니시리즈 부문 조연상 | 공형진 오윤아                                                         | 연애시대 |
| 연속극 부문 조연상     | 전노민 추상미                                                         | 사랑과 야망                                                                                                  |
| 프로듀서상(신설)       | 김명민 김정은                                                         | 불량가족 연인                                                                                                |
| 공로상                 | 이경호                                                                | 한국방송영화예술인노조 위원장                                                                                |
| 아역상                 | 김지한 남지현                                                         | 깜근이 엄마 마이 러브                                                                                        |
| 우정상                 | 김명진                                                                | |
| 제작 공로상            | 이호연 (DSP엔터테인먼트)                                              | 연개소문, 마이걸 제작사                                                                                      |
| 네티즌 최고 인기상     | 이서진 박진희                                                         | 연인 돌아와요 순애씨                                                                                         |
| 10대 스타상            | 손예진 김정은 한혜숙 이보영 문정혁 이서진 심혜진 이다해 김갑수 박진희 | 연애시대 연인 하늘이시여 게임의 여왕 무적의 낙하산 요원 연인 돌아와요 순애씨 마이걸 연개소문 돌아와요 순애씨 |
| 뉴스타상               | 고아라 이진욱 이하나 윤상현 유리엘 강지섭 윤지민 박시연               | 눈꽃 연애시대 독신천하 게임의 여왕 독신천하 무적의 낙하산 요원 연개소문                                      |

| 부문                   | 수상자                                                                | 출연작 |
| ---------------------- | --------------------------------------------------------------------- | --- |
| 최우수 연기상          | 전광렬 이요원 박진희                                                  | 왕과 나 외과의사 봉달희 쩐의 전쟁                                                                                               |
| 미니시리즈 부문 연기상 | 김상중 유준상 하희라                                                  | 내 남자의 여자 강남엄마 따라잡기                                                                                                |
| 연속극 부문 연기상     | 임채무 견미리 오만석 유선                                             | 황금신부 왕과 나 그 여자가 무서워                                                                                               |
| 미니시리즈 부문 조연상 | 이원종 김미숙 하유미                                                  | 쩐의 전쟁 로비스트 내 남자의 여자                                                                                               |
| 연속극 부문 조연상     | 오대규 이세은                                                         | 사랑도 미움도, 조강지처 클럽 연개소문                                                                                           |
| 프로듀서상             | 이범수 배종옥                                                         | 외과의사 봉달희 내 남자의 여자                                                                                                  |
| 공로상                 | 신구                                                                  | 왕과 나 |
| 특별상                 | 뉴꾸인 (베트남 인민배우)                                              | 황금신부 |
| 아역상                 | 유승호 박보영 주민수                                                  | 왕과 나 외과의사 봉달희 |
| 우정상                 | 유정우                                                                | |
| 제작 공로상            | 신현택 (삼화네트웍스 회장)                                            | |
| 베스트 커플상          | 김병세 & 하유미 이범수 & 이요원                                       | 내 남자의 여자 외과의사 봉달희                                                                                                  |
| 네티즌 최고 인기상     | 박신양 이요원                                                         | 쩐의 전쟁 외과의사 봉달희 |
| 10대 스타상            | 박신양 박진희 이범수 이영아 전광렬 이요원 오지호 신은경 송창의 김희애 | 쩐의 전쟁 외과의사 봉달희 황금신부 왕과 나 외과의사 봉달희 칼잡이 오수정 불량 커플 황금신부 내 남자의 여자                      |
| 뉴스타상               | 류태준 박시후 송종호 신동욱 구혜선 왕빛나 이영은 이지현 최여진        | 8월에 내리는 눈 완벽한 이웃을 만나는 법 외과의사 봉달희 쩐의 전쟁 왕과 나 날아오르다 쩐의 전쟁 사랑하기 좋은 날 외과의사 봉달희 |

| 부문                 | 수상자                                                                       | 출연작 |
| -------------------- | ---------------------------------------------------------------------------- | --- |
| 최우수 연기상        | 이준기 김하늘 송윤아                                                         | 일지매 온에어 |
| 특별기획 연기상      | 장혁 한예슬                                                                  | 타짜 |
| 드라마 스페셜 연기상 | 박용하 최강희                                                                | 온에어 달콤한 나의 도시 |
| 연속극 연기상        | 안내상 김혜선 오현경                                                         | 타짜 조강지처 클럽 |
| 드라마 스페셜 조연상 | 이문식 김자옥                                                                | 일지매 워킹맘 |
| 특별기획 조연상      | 손현주 김소연                                                                | 타짜 식객 |
| 연속극 스페셜 조연상 | 이한위 김희정                                                                | 달콤한 나의 도시 조강지처 클럽 |
| 아역상               | 여진구 김유정                                                                | 타짜, 식객 일지매 |
| 공로상               | 문영남                                                                       | 조강지처 클럽 |
| 프로듀서상           | 봉태규 문정희                                                                | 워킹맘 달콤한 나의 도시 |
| 네티즌 최고 인기상   | 이준기                                                                       | 일지매 |
| 베스트 커플상        | 문근영 & 문채원                                                              | 바람의 화원 |
| 우정상               | 도기석                                                                       | 일지매 |
| 10대 스타상          | 이준기 김하늘 박용하 송윤아 안내상 오현경 김래원 장혁 한예슬 문근영          | 일지매 온에어 타짜 조강지처 클럽 식객 타짜 바람의 화원                                                                              |
| 뉴스타상             | 임정은 지현우 하석진 윤소이 채영인 문채원 배수빈 한효주 이상우 이준혁 차예련 | 물병자리 달콤한 나의 도시 행복합니다 유리의 성 아내의 유혹, 떼루아 바람의 화원 일지매 조강지처 클럽 스타의 연인 워킹맘, 스타의 연인 |

| 부문                           | 수상자                                                                            | 출연작 |
| ------------------------------ | --------------------------------------------------------------------------------- | --- |
| 최우수 연기상                  | 소지섭 김미숙                                                                     | 카인과 아벨 찬란한 유산 |
| 드라마 스페셜 부문 우수 연기상 | 차승원 김선아                                                                     | 시티홀 |
| 특별기획 부문 우수 연기상      | 박시후 이승기 한효주                                                              | 가문의 영광 찬란한 유산 |
| 연속극 부문 우수 연기상        | 변우민 김서형                                                                     | 아내의 유혹 |
| 드라마 스페셜 부문 조연상      | 백승현 나영희                                                                     | 카인과 아벨 스타일 |
| 특별기획 부문 조연상           | 강석우 차화연                                                                     | 그대 웃어요 천사의 유혹 |
| 연속극 부문 조연상             | 최준용 이휘향                                                                     | 아내의 유혹 순결한 당신 |
| 공로상                         | 반효정                                                                            | 찬란한 유산 |
| 아역상                         | 정윤석 김수정                                                                     | 아내의 유혹 두 아내 |
| 프로듀서상                     | 정경호 윤정희                                                                     | 그대, 웃어요 가문의 영광 |
| 네티즌 최고 인기상             | 장근석                                                                            | 미남이시네요 |
| 베스트 커플상                  | 이승기 & 한효주                                                                   | 찬란한 유산 |
| 10대 스타상                    | 배수빈 소지섭 이승기 장근석 차승원 김선아 김혜수 이수경 장서희 한효주             | 찬란한 유산 카인과 아벨 찬란한 유산 미남이시네요 시티홀 스타일 천만번 사랑해 아내의 유혹 찬란한 유산                              |
| 뉴스타상                       | 김범 이용우 이홍기 정겨운 정용화 진태현 박신혜 손담비 오영실 이소연 이민정 이태임 | 드림 스타일 미남이시네요 천만번 사랑해 미남이시네요 천사의 유혹 미남이시네요 드림 아내의 유혹 천사의 유혹 그대, 웃어요 망설이지마 |

### 2010년대 연기대상
| 부문                             | 수상자                                                              | 출연작                                                                                                 |
| -------------------------------- | ------------------------------------------------------------------- | --- |
| 드라마 스페셜 부문 최우수 연기상 | 권상우 현빈 하지원                                                  | 대물 시크릿 가든                                                                                       |
| 특별기획 부문 최우수 연기상      | 이범수 김정은                                                       | 자이언트 나는 전설이다                                                                                 |
| 연속극 부문 최우수 연기상        | 손현주 유호정                                                       | 이웃집 웬수                                                                                            |
| 드라마 스페셜 부문 우수 연기상   | 이승기 신민아                                                       | 내 여자친구는 구미호                                                                                   |
| 특별기획 부문 우수 연기상        | 정보석 박진희                                                       | 자이언트                                                                                               |
| 연속극 부문 우수 연기상          | 송창의 강성연                                                       | 인생은 아름다워 아내가 돌아왔다                                                                        |
| 드라마 스페셜 부문 조연상        | 이재용 이수경                                                       | 대물                                                                                                   |
| 특별기획 부문 우수 조연상        | 이덕화 홍지민                                                       | 자이언트 나는 전설이다                                                                                 |
| 연속극 부문 우수 조연상          | 신성록 임지은                                                       | 이웃집 웬수 세 자매                                                                                    |
| 프로듀서상                       | 차인표 박상민 한혜진                                                | 대물 자이언트 제중원                                                                                   |
| 네티즌 최고 인기상               | 현빈 하지원                                                         | 시크릿 가든                                                                                            |
| 베스트 커플상                    | 현빈 & 하지원 이승기&신민아 주상욱 & 황정음                         | 시크릿 가든 내 여자친구는 구미호 자이언트                                                              |
| 10대 스타상                      | 고현정 권상우 김소연 박진희 신민아 이범수 이승기 정보석 하지원 현빈 | 대물 닥터 챔프 자이언트 내 여자친구는 구미호 자이언트 내 여자친구는 구미호 자이언트 시크릿 가든        |
| 뉴스타상                         | 김수현 남규리 노민우 주상욱 최시원 한채아 함은정 황정음             | 자이언트 인생은 아름다워 내 여자친구는 구미호 자이언트 오! 마이 레이디 이웃집 웬수 커피하우스 자이언트 |
| 공로상                           | 박근형                                                              | |
| 최우수 작품상                    |                                                                     | 자이언트                                                                                               |
| 네티즌 최고 인기 드라마상        |                                                                     | 시크릿 가든                                                                                            |
| 휴먼 드라마상                    |                                                                     | 이웃집 웬수                                                                                            |
| 프론티어 드라마상                |                                                                     | 닥터 챔프                                                                                              |

| 부문                             | 수상자                                                                     | 출연작                                                                                         |
| -------------------------------- | -------------------------------------------------------------------------- | ---------------------------------------------------------------------------------------------- |
| 드라마 스페셜 부문 최우수 연기상 | 이민호 지성 최강희                                                         | 시티헌터 보스를 지켜라                                                                         |
| 특별기획 부문 최우수 연기상      | 김래원 수애 장혁                                                           | 천일의 약속 마이더스                                                                           |
| 주말/연속극 부문 최우수 연기상   | 이동욱 김선아                                                              | 여인의 향기                                                                                    |
| 드라마 스페셜 부문 우수 연기상   | 정겨운 신세경                                                              | 싸인 뿌리깊은 나무                                                                             |
| 특별기획 부문 우수 연기상        | 전광렬 윤소이                                                              | 무사 백동수                                                                                    |
| 주말/연속극 부문 우수 연기상     | 엄기준 이소연                                                              | 여인의 향기 내사랑 내곁에                                                                      |
| 드라마 스페셜 특별 연기상        | 박영규 송옥숙                                                              | 보스를 지켜라 뿌리깊은 나무                                                                    |
| 특별기획 특별 연기상             | 윤제문 이미숙                                                              | 마이더스 천일의 약속                                                                           |
| 주말/연속극 특별 연기상          | 김혜옥 진태현                                                              | 여인의 향기 호박꽃 순정                                                                        |
| 프로듀서상                       | 송중기 이요원                                                              | 뿌리깊은 나무 49일                                                                             |
| 네티즌 최고 인기상               | 이민호 최강희                                                              | 시티헌터 보스를 지켜라                                                                         |
| 10대 스타상                      | 최강희 지성 이민호 김래원 수애 이요원 장혁 한석규 김선아 이동욱            | 보스를 지켜라 시티헌터 천일의 약속 49일 마이더스 뿌리깊은 나무 여인의 향기                     |
| 베스트 커플상                    | 지성 & 최강희                                                              | 보스를 지켜라                                                                                  |
| 뉴스타상                         | 김재중 왕지혜 성훈 임수향 지창욱 신현빈 서효림 진세연 정유미 이재윤 구하라 | 보스를 지켜라 신기생뎐 무사 백동수 여인의 향기 내 딸 꽃님이 천일의 약속 내사랑 내곁에 시티헌터 |
| 공로상                           | 김영옥                                                                     | 보스를 지켜라                                                                                  |
| 최우수 작품상                    |                                                                            | 뿌리깊은 나무                                                                                  |

| 부문                             | 수상자                                                                | 출연작 |
| -------------------------------- | --------------------------------------------------------------------- | --- |
| 방송 3사 PD가 꼽은 연기상        | 박근형 채시라                                                         | 추적자 THE CHASER 다섯 손가락 |
| 드라마 스페셜 부문 최우수 연기상 | 소지섭 한지민                                                         | 유령 옥탑방 왕세자 |
| 미니시리즈 부문 최우수 연기상    | 이민호 정려원                                                         | 신의 샐러리맨 초한지 |
| 주말/연속극 부문 최우수 연기상   | 장동건 김하늘                                                         | 신사의 품격 |
| 드라마 스페셜 부문 우수 연기상   | 박유천 정유미                                                         | 옥탑방 왕세자 |
| 미니시리즈 부문 우수 연기상      | 김상중 김성령                                                         | 추적자 THE CHASER |
| 주말/연속극 부문 우수 연기상     | 김수로 신은경                                                         | 신사의 품격 그래도 당신 |
| 드라마 스페셜 특별 연기상        | 곽도원 이진                                                           | 유령 대풍수 |
| 미니시리즈 부문 특별 연기상      | 이덕화 장신영                                                         | 샐러리맨 초한지 추적자 THE CHASER |
| 주말/연속극 특별 연기상          | 김민종 이종혁 김정난                                                  | 신사의 품격 |
| 뉴스타상                         | 민호 고준희 이종현 유리 박세영 이현우 박효주 설리 정은우 윤진이       | 아름다운 그대에게 추적자 THE CHASER 신사의 품격 패션왕 신의 아름다운 그대에게 추적자 THE CHASER 아름다운 그대에게 태양의 신부 신사의 품격 |
| 시청자 최고 인기상               | 박유천 김하늘                                                         | 옥탑방 왕세자 신사의 품격 |
| 베스트 커플상                    | 김민종 & 윤진이 박유천 & 한지민                                       | 신사의 품격 옥탑방 왕세자 |
| 10대 스타상                      | 박유천 김하늘 소지섭 신은경 손현주 정려원 이민호 채시라 한지민 장동건 | 옥탑방 왕세자 신사의 품격 유령 그래도 당신 추적자 THE CHASER 샐러리맨 초한지 신의 다섯 손가락 옥탑방 왕세자 신사의 품격                   |
| 공로상                           | 김은숙                                                                | 신사의 품격 |

| 부문                                  | 수상자                                                                | 출연작 |
| ------------------------------------- | --------------------------------------------------------------------- | --- |
| 방송 3사 드라마PD가 선정한 프로듀서상 | 이보영                                                                | 너의 목소리가 들려 |
| 미니시리즈 부문 최우수 연기상         | 송혜교 소지섭                                                         | 그 겨울, 바람이 분다 주군의 태양 |
| 중편드라마 부문 최우수 연기상         | 이요원 이민호                                                         | 황금의 제국 상속자들 |
| 장편드라마 부문 최우수 연기상         | 남상미 전광렬                                                         | 결혼의 여신 열애 |
| 특별상                                | 조인성                                                                | 그 겨울, 바람이 분다 |
| 미니시리즈 부문 우수 연기상           | 성유리 이종석                                                         | 출생의 비밀 너의 목소리가 들려 |
| 중편드라마 부문 우수 연기상           | 박신혜 성동일                                                         | 상속자들 장옥정, 사랑에 살다 |
| 장편드라마 부문 우수 연기상           | 왕빛나 김지훈                                                         | 두 여자의 방 결혼의 여신 |
| 시청자 최고 인기상                    | 이민호                                                                | 상속자들 |
| 미니시리즈 부문 특별 연기상           | 김미경 정웅인                                                         | 주군의 태양 너의 목소리가 들려 |
| 장편드라마 부문 특별 연기상           | 김성령 이효정                                                         | 상속자들 장옥정, 사랑에 살다 |
| 중편드라마 부문 특별 연기상           | 장영남 장현성                                                         | 결혼의 여신 |
| 단막, 특집극 부문 특별 연기상         | 김미숙 정은우                                                         | 사건번호 113 낯선 사람 |
| 베스트 커플상                         | 이민호 & 박신혜                                                       | 상속자들 |
| 공로상                                | 김수미                                                                | 돈의 화신 |
| 뉴스타상                              | 이다희 강민혁 김소현 서인국 김유리 정은지 임주환 김지원 강소라 최진혁 | 너의 목소리가 들려 상속자들 수상한 가정부 주군의 태양 청담동앨리스 그 겨울, 바람이 분다 못난이 주의보 상속자들 못난이 주의보 상속자들          |
| 10대 스타상                           | 조인성 남상미 이종석 박신혜 소지섭 김우빈 이요원 이민호 이보영 송혜교 | 그 겨울, 바람이 분다 결혼의 여신 너의 목소리가 들려 상속자들 주군의 태양 상속자들 황금의 제국 상속자들 너의 목소리가 들려 그 겨울, 바람이 분다 |
| 베스트 드레서상                       | 이민호                                                                | 상속자들 |

| 부문                                  | 수상자                                                                | 출연작 |
| ------------------------------------- | --------------------------------------------------------------------- | --- |
| 방송 3사 드라마PD가 선정한 프로듀서상 | 전지현                                                                | 별에서 온 그대 |
| 미니시리즈 부문 최우수 연기상         | 박유천 공효진                                                         | 쓰리 데이즈 괜찮아, 사랑이야 |
| 중편드라마 부문 최우수 연기상         | 김수현 박신혜                                                         | 별에서 온 그대 피노키오 |
| 장편드라마 부문 최우수 연기상         | 이제훈 황정음                                                         | 비밀의 문 끝없는 사랑 |
| 특별상                                | 이종석                                                                | 닥터 이방인, 피노키오 |
| 미니시리즈 부문 우수 연기상           | 성동일 소이현                                                         | 괜찮아, 사랑이야 쓰리 데이즈 |
| 중편드라마 부문 우수 연기상           | 신성록 한예슬                                                         | 별에서 온 그대 미녀의 탄생 |
| 장편드라마 부문 우수 연기상           | 송창의 최정윤                                                         | 세 번 결혼하는 여자 청담동 스캔들 |
| 네티즌 인기상                         | 김수현                                                                | 별에서 온 그대 |
| 미니시리즈 부문 특별 연기상           | 이광수 진경                                                           | 괜찮아, 사랑이야 |
| 장편드라마 부문 특별 연기상           | 정웅인 김혜선                                                         | 끝없는 사랑 청담동 스캔들 |
| 중편드라마 부문 특별 연기상           | 김창완 고두심                                                         | 별에서 온 그대 따뜻한 말 한마디 |
| 단막, 특집극 부문 특별 연기상         | 이덕화 오현경                                                         | '10월의 어느 멋진날' 엄마의 선택 |
| 베스트 커플상                         | 전지현 & 김수현 이종석 & 박신혜 한예슬 & 주상욱 조인성 & 공효진       | 별에서 온 그대 피노키오 미녀의 탄생 괜찮아, 사랑이야                                                                                    |
| 공로상                                | 김자옥                                                                | 지상파 3사 모두 수상 |
| 10대 스타상                           | 박유천 전지현 주상욱 박신혜 김수현 한예슬 이제훈 이종석 황정음 조인성 | 쓰리 데이즈 별에서 온 그대 미녀의 탄생 피노키오 별에서 온 그대 미녀의 탄생 비밀의 문 닥터 이방인, 피노키오 끝없는 사랑 괜찮아, 사랑이야 |
| 뉴스타상                              | 안재현 이유비 서하준 한선화 강하늘 남보라 김영광 한그루 박서준 김유정 | 별에서 온 그대 피노키오 사랑만 할래 신의 선물 - 14일 엔젤 아이즈 사랑만 할래 피노키오 따뜻한 말 한마디 비밀의 문                        |

| 부문                                  | 수상자                                                                  | 출연작 |
| ------------------------------------- | ----------------------------------------------------------------------- | --- |
| 방송 3사 드라마PD가 선정한 프로듀서상 | 김래원                                                                  | 펀치 |
| 미니시리즈 부문 최우수 연기상         | 박유천 김태희                                                           | 냄새를 보는 소녀 용팔이 |
| 중편드라마 부문 최우수 연기상         | 유준상 조재현 최명길                                                    | 풍문으로 들었소 펀치 |
| 장편드라마 부문 최우수 연기상         | 유아인 김현주                                                           | 육룡이 나르샤 애인 있어요 |
| 미니시리즈 부문 우수 연기상           | 박형식 문근영                                                           | 상류사회 마을 |
| 중편드라마 부문 우수 연기상           | 주지훈 고아성                                                           | 가면 풍문으로 들었소 |
| 장편드라마 부문 우수 연기상           | 변요한 신세경                                                           | 육룡이 나르샤 |
| 네티즌 인기상                         | 김현주                                                                  | 애인 있어요 |
| 미니시리즈 부문 특별 연기상           | 남궁민 이다희                                                           | 냄새를 보는 소녀 미세스 캅 |
| 장편드라마 부문 특별 연기상           | 박혁권 박한별                                                           | 육룡이 나르샤 애인 있어요 |
| 중편드라마 부문 특별 연기상           | 장현성 유인영                                                           | 풍문으로 들었소 가면 |
| 일일극 부문 특별 연기상               | 이한위 전미선                                                           | 어머님은 내 며느리 돌아온 황금복 |
| 베스트 커플상                         | 유아인 & 신세경 주원 & 김태희 김현주 & 지진희                           | 육룡이 나르샤 용팔이 애인 있어요 |
| 공로상                                | 이덕화                                                                  | 내마음 반짝반짝 & 하이드 지킬, 나 |
| 10대 스타상                           | 유아인 박유천 주원 지진희 주지훈 조재현 문근영 김태희 김현주 신세경     | 육룡이 나르샤 냄새를 보는 소녀 용팔이 애인 있어요 가면 펀치 마을 용팔이 애인 있어요 냄새를 보는 소녀 & 육룡이 나르샤                                        |
| 뉴스타상                              | 윤균상 변요한 박형식 육성재 손호준 이엘리야 고아성 임지연 이열음 공승연 | 너를 사랑한 시간 & 육룡이 나르샤 상류사회 마을 미세스 캅 돌아온 황금복 풍문으로 들었소 상류사회 이혼 변호사는 연애중 & 마을 풍문으로 들었소 & 육룡이 나르샤 |
| 중국네티즌인기상                      | 주원                                                                    | 용팔이 |

| 부문                            | 수상자                                                                | 출연작 |
| ------------------------------- | --------------------------------------------------------------------- | --- |
| 장르&판타지 부문 최우수 연기상  | 이민호 김래원 박신혜                                                  | 푸른 바다의 전설 닥터스 |
| 로맨틱코미디 부문 최우수 연기상 | 조정석 남궁민 공효진                                                  | 질투의 화신 미녀 공심이 질투의 화신 |
| 장편드라마 부문 최우수 연기상   | 장근석 김해숙                                                         | 대박 그래, 그런거야 |
| 장편드라마 부문 우수 연기상     | 여진구 김지영                                                         | 대박 사랑이 오네요 |
| 장르드라마 부문 우수 연기상     | 유승호 유연석 서현진                                                  | 리멤버 - 아들의 전쟁 낭만닥터 김사부 |
| 로맨틱코미디 부문 우수 연기상   | 강민혁 민아                                                           | 딴따라 미녀 공심이 |
| 판타지 부문 우수 연기상         | 강하늘 오연서                                                         | 달의 연인 - 보보경심 려 돌아와요 아저씨 |
| 장편드라마 부문 특별 연기상     | 송재림 김소은                                                         | 우리 갑순이 |
| 장르드라마 부문 특별 연기상     | 박성웅 전효성                                                         | 리멤버 - 아들의 전쟁 원티드 |
| 로맨틱코미디 부문 특별 연기상   | 온주완 서지혜                                                         | 미녀 공심이 질투의 화신 |
| 판타지 부문 특별 연기상         | 성동일 서현                                                           | 푸른 바다의 전설 달의 연인 - 보보경심 려 |
| 베스트 커플상                   | 유연석 & 서현진 이준기 & 아이유 이민호 & 전지현                       | 낭만닥터 김사부 달의 연인 - 보보경심 려 푸른 바다의 전설 |
| 공로상                          | 장용                                                                  | 우리 갑순이 |
| 10대 스타상                     | 한석규 이준기 조정석 이민호 남궁민 장근석 김성령 서현진 박신혜 전지현 | 낭만닥터 김사부 달의 연인 - 보보경심 려 질투의 화신 푸른 바다의 전설 리멤버 - 아들의 전쟁 & 미녀 공심이 대박 미세스 캅 2 낭만닥터 김사부 닥터스 푸른 바다의 전설 |
| 뉴스타상                        | 곽시양 정해인 고경표 김민재 김민석 백현 양진성 민아 혜리 문지인       | 끝에서 두번째 사랑 그래, 그런거야 질투의 화신 낭만닥터 김사부 닥터스 달의 연인 - 보보경심 려 내 사위의 여자 미녀 공심이 딴따라 닥터스                            |
| 한류스타상                      | 이준기                                                                | 달의 연인 - 보보경심 려 |

| 부문                                 | 수상자          | 출연작                            |
| ------------------------------------ | --------------- | --------------------------------- |
| 일일 & 주말드라마 부문 최우수 연기상 | 손창민 장서희   | 언니는 살아있다                   |
| 일일 & 주말드라마 부문 우수 연기상   | 안내상 손여은   | 언니는 살아있다                   |
| 월화드라마 부문 최우수 연기상        | 남궁민 이보영   | 조작 귓속말                       |
| 월화드라마 부문 우수 연기상          | 권율 박세영     | 귓속말                            |
| 수목드라마 부문 최우수 연기상        | 이종석 배수지   | 당신이 잠든 사이에                |
| 수목드라마 부문 우수 연기상          | 이상엽 남지현   | 당신이 잠든 사이에 수상한 파트너  |
| 베스트 커플상                        | 이종석 & 배수지 | 당신이 잠든 사이에                |
| 신인연기상                           | 양세종 다솜     | 사랑의 온도 언니는 살아있다       |
| 조연상                               | 김원해 박진주   | 당신이 잠든 사이에 다시 만난 세계 |
| 청소년 연기상                        | 김지민          | 초인가족 2017                     |
| 캐릭터연기상                         | 엄기준          | 피고인                            |
| 작품상                               | -               | 피고인                            |

| 부문                               | 수상자                      | 출연작                                                 |
| ---------------------------------- | --------------------------- | ------------------------------------------------------ |
| SBS PD들이 뽑은 프로듀서상         | 엄기준 남상미               | 흉부외과 - 심장을 훔친 의사들 그녀로 말할 것 같으면    |
| 주말·일일드라마 부문 최우수 연기상 | 김재원 송윤아               | 그녀로 말할 것 같으면 시크릿 마더                      |
| 주말·일일드라마 부문 우수 연기상   | 정웅인 김소연               | 미스 마 - 복수의 여신 시크릿 마더                      |
| 월화드라마 부문 최우수 연기상      | 이제훈 신혜선               | 여우각시별 서른이지만 열일곱입니다                     |
| 월화드라마 부문 우수 연기상        | 양세종 채수빈               | 서른이지만 열일곱입니다 여우각시별                     |
| 수목드라마 부문 최우수 연기상      | 신성록 최진혁 장나라        | 리턴 & 황후의 품격                                     |
| 수목드라마 부문 우수 연기상        | 윤시윤 서지혜               | 친애하는 판사님께 흉부외과 - 심장을 훔친 의사들        |
| 베스트 커플상                      | 감우성 & 김선아             | 키스 먼저 할까요                                       |
| 신인연기상                         | 안효섭 이유영               | 서른이지만 열일곱입니다 친애하는 판사님께              |
| 조연상                             | 임원희 예지원               | 기름진 멜로 키스 먼저 할까요 & 서른이지만 열일곱입니다 |
| 청소년 연기상                      | 박시은                      | 서른이지만 열일곱입니다                                |
| 캐릭터연기상                       | 봉태규 박기웅 신성록 윤종훈 | 리턴 '악벤져스 4인방'                                  |
| 작품상                             | -                           | 여우각시별                                             |

| 부문                          | 수상자                                                 | 출연작                                     |
| ----------------------------- | ------------------------------------------------------ | ------------------------------------------ |
| 프로듀서상                    | 장나라                                                 | VIP                                        |
| 장편드라마 부문 최우수 연기상 | 서도영 심이영                                          | 맛 좀 보실래요, 강남 스캔들 맛 좀 보실래요 |
| 중편드라마 부문 최우수 연기상 | 조정석 이하늬                                          | 녹두꽃 열혈사제                            |
| 중편드라마 부문 우수 연기상   | 김성균 한예리                                          | 열혈사제 녹두꽃                            |
| 미니시리즈 부문 최우수 연기상 | 이승기 배수지                                          | 배가본드                                   |
| 미니시리즈 부문 우수 연기상   | 이상윤 이세영                                          | VIP 의사요한                               |
| 베스트 커플상                 | 이승기 & 배수지                                        | 배가본드                                   |
| 신인연기상                    | 음문석 고민시 금새록                                   | 열혈사제 시크릿 부티크 열혈사제            |
| 조연상                        | 고준 문정희 이청아                                     | 열혈사제 배가본드 VIP                      |
| 조연상                        | 백지원, 고규필, 안창환, 전성우 (가디언즈 오브 구담 팀) | 열혈사제                                   |
| 청소년 연기상                 | 윤찬영                                                 | 의사요한, 17세의 조건                      |
| 베스트 캐릭터상               | 정문성 표예진                                          | 해치 VIP                                   |
| WAVVE상                       | -                                                      | 열혈사제                                   |
| 한류 콘텐츠상                 | -                                                      | 배가본드                                   |

### 2020년대 연기대상
| 부문                                        | 수상자                    | 출연작 |
| ------------------------------------------- | ------------------------- | --- |
| 프로듀서상                                  | 주원                      | 앨리스 |
| 중편 & 장편드라마 부문 최우수 연기상        | 엄기준 이지아 김소연 유진 | 펜트하우스 |
| 중편 & 장편드라마 부문 우수 연기상          | 봉태규 윤종훈 신은경      | 펜트하우스 |
| 미니시리즈/판타지 로맨스 부문 최우수 연기상 | 이민호 박은빈             | 더 킹 : 영원의 군주 브람스를 좋아하세요?                                                                                              |
| 미니시리즈/판타지 로맨스 부문 우수 연기상   | 김민재 김유정             | 브람스를 좋아하세요? 편의점 샛별이 |
| 미니시리즈/장르 액션 부문 최우수 연기상     | 주지훈 김서형             | 하이에나 아무도 모른다 |
| 미니시리즈/장르 액션 부문 우수 연기상       | 안효섭 이성경             | 낭만닥터 김사부 2 |
| 함께 N 베스트 커플상                        | 김민재 & 박은빈           | 브람스를 좋아하세요? |
| 신인연기상                                  | 조병규 소주연             | 스토브리그 낭만닥터 김사부 2 |
| 조연상                                      | 김주헌 박은석 진경        | 낭만닥터 김사부 2 펜트하우스 낭만닥터 김사부 2                                                                                        |
| 조연상                                      | 스토브리그 팀             | 스토브리그 |
| 청소년 연기상                               | 안지호 김현수             | 아무도 모른다 펜트하우스 |
| 베스트 캐릭터상                             | 오정세 최강희             | 스토브리그 굿캐스팅 |
| 창사 30주년 기념 레전드 드라마              | -                         | 모래시계 청춘의 덫 토마토 여인천하 올인 야인시대 파리의 연인 뿌리깊은 나무 너의 목소리가 들려 별에서 온 그대 낭만닥터 김사부 열혈사제 |

| 부문                                          | 수상자                                    | 출연작 |
| --------------------------------------------- | ----------------------------------------- | --- |
| 디렉터즈 어워드                               | 최우식 김다미                             | 그 해 우리는 |
| 미니시리즈/코미디 · 로맨스 부문 최우수 연기상 | 이상윤 이하늬                             | 원 더 우먼 |
| 미니시리즈/코미디 · 로맨스 부문 우수 연기상   | 김주헌 진서연                             | 지금, 헤어지는 중입니다 원 더 우먼                                                                                                |
| 미니시리즈/장르 · 판타지 부문 최우수 연기상   | 이제훈 김유정                             | 모범택시 홍천기 |
| 미니시리즈/장르 · 판타지 부문 우수 연기상     | 안효섭 이솜                               | 홍천기 모범택시 |
| 베스트 커플상                                 | 안효섭 & 김유정                           | 홍천기 |
| 신인연기상                                    | 김영대 손상연 최현욱 노정의 한지현 최예빈 | 펜트하우스 2 & 펜트하우스 3 라켓소년단 모범택시 & 라켓소년단 그 해 우리는 펜트하우스 2 & 펜트하우스 3 펜트하우스 2 & 펜트하우스 3 |
| 미니시리즈/코미디 · 로맨스 부문 조연상        | 송원석 박효주                             | 원 더 우먼 지금, 헤어지는 중입니다                                                                                                |
| 미니시리즈/장르 · 판타지 부문 조연상          | 김의성 차지연                             | 모범택시 |
| 조연상 팀 부문                                | 라켓소년단 팀                             | 라켓소년단 |
| 공로상                                        | 김순옥                                    | - |
| 청소년 연기상                                 | 탕준상 이재인                             | 라켓소년단 |
| 베스트 캐릭터상                               | 곽시양 오나라                             | 홍천기 라켓소년단 |
| 신스틸러상                                    | 심소영                                    | 모범택시 |

| 부문                                          | 수상자                                  | 출연작                                              |
| --------------------------------------------- | --------------------------------------- | --------------------------------------------------- |
| 디렉터즈 어워드                               | 남궁민                                  | 천원짜리 변호사                                     |
| 미니시리즈/코미디 · 로맨스 부문 최우수 연기상 | 안효섭 김세정                           | 사내 맞선                                           |
| 미니시리즈/코미디 · 로맨스 부문 우수 연기상   | 김민규 김지은                           | 사내 맞선 천원짜리 변호사 & 어게인 마이 라이프      |
| 미니시리즈/장르 부문 최우수 연기상            | 김래원 허준호 서현진                    | 소방서 옆 경찰서 왜 오수재인가                      |
| 미니시리즈/판타지 부문 최우수 연기상          | 이준기                                  | 어게인 마이 라이프                                  |
| 미니시리즈/장르 · 판타지 부문 우수 연기상     | 진선규 공승연                           | 악의 마음을 읽는 자들 소방서 옆 경찰서              |
| 베스트 커플상                                 | 김민규 & 설인아 안효섭 & 김세정         | 사내 맞선                                           |
| 신인연기상                                    | 배인혁 김현진 려운 공성하 이은샘 장규리 | 왜 오수재인가 & 치얼업 악의 마음을 읽는 자들 치얼업 |
| 미니시리즈/코미디 · 로맨스 부문 조연상        | 박진우 공민정                           | 천원짜리 변호사                                     |
| 미니시리즈/장르 · 판타지 부문 조연상          | 강기둥 김재경                           | 소방서 옆 경찰서 어게인 마이 라이프                 |
| 베스트 팀워크상                               | 치얼업 팀                               | 치얼업                                              |
| 청소년 연기상                                 | 이유진 김민서                           | 왜 오수재인가 소방서 옆 경찰서                      |
| 베스트 퍼포먼스상                             | 이청아                                  | 천원짜리 변호사                                     |
| 신스틸러상                                    | 임철수 김자영 남미정                    | 오늘의 웹툰 천원짜리 변호사 우리는 오늘부터         |

| 부문                                              | 수상자                                           | 출연작                                                     |
| ------------------------------------------------- | ------------------------------------------------ | ---------------------------------------------------------- |
| 네티즌이 뽑은 2023 최고의 SBS 드라마              | -                                                | 모범택시 2                                                 |
| 미니시리즈/멜로 · 로맨틱코미디 부문 최우수 연기상 | 송강 김유정                                      | 마이데몬                                                   |
| 미니시리즈/멜로 · 로맨틱코미디 부문 우수 연기상   | 려운 신예은                                      | 꽃선비 열애사                                              |
| 미니시리즈/장르 · 액션 부문 최우수 연기상         | 박성웅 문채원                                    | 국민사형투표 법쩐                                          |
| 미니시리즈/장르 · 액션 부문 우수 연기상           | 이준 홍경 이유비                                 | 7인의 탈출 악귀 7인의 탈출                                 |
| 시즌제 드라마 최우수 연기상                       | 안효섭 이성경                                    | 낭만닥터 김사부 3                                          |
| 시즌제 드라마 우수 연기상                         | 신재하 표예진                                    | 모범택시 2                                                 |
| 베스트 커플상                                     | 송강 & 김유정                                    | 마이데몬                                                   |
| 신인연기상                                        | 강유석 권아름 김도훈 양혜지 이신영 이홍내 정수빈 | 법쩐 국민사형투표 7인의 탈출 악귀 낭만닥터 김사부 3 트롤리 |
| 미니시리즈/멜로 · 로맨틱코미디 부문 조연상        | 정순원 서정연                                    | 트롤리, 마이데몬                                           |
| 미니시리즈/장르 · 액션 부문 조연상                | 김원해                                           | 악귀                                                       |
| 시즌제 드라마 조연상                              | 장혁진 배유람 손지윤                             | 모범택시 2 소방서 옆 경찰서 그리고 국과수                  |
| 올해의 팀                                         | 낭만닥터 김사부 3 돌담즈                         | 낭만닥터 김사부 3                                          |
| 청소년 연기상                                     | 최현진 한지안 박소이 안채흠                      | 국민사형투표 낭만닥터 김사부 3 악귀 모범택시 2             |
| 베스트 퍼포먼스상                                 | 진선규                                           | 악귀                                                       |
| 신스틸러상                                        | 고상호 변중희                                    | 모범택시 2, 낭만닥터 김사부 3                              |

| 부문                                        | 수상자                             | 출연작                                     |
| ------------------------------------------- | ---------------------------------- | ------------------------------------------ |
| 올해의 드라마 상                            | -                                  | 커넥션                                     |
| 디렉터즈 어워드                             | 박신혜                             | 지옥에서 온 판사                           |
| 미니시리즈/휴먼 · 판타지 부문 최우수 연기상 | 김재영 남지현                      | 지옥에서 온 판사 굿파트너                  |
| 미니시리즈/휴먼 · 판타지 부문 우수 연기상   | 김준한 표지훈 김아영               | 굿파트너 지옥에서 온 판사                  |
| 미니시리즈/장르 · 액션 부문 최우수 연기상   | 안보현 전미도                      | 재벌X형사 커넥션                           |
| 미니시리즈/장르 · 액션 부문 우수 연기상     | 곽시양 박지현                      | 재벌X형사                                  |
| 시즌제 드라마 최우수 연기상                 | 김남길 이하늬                      | 열혈사제2                                  |
| 시즌제 드라마 우수 연기상                   | 김성균 성준 김형서 이유비          | 열혈사제2 7인의 부활                       |
| 베스트 커플상                               | 김재영 & 박신혜                    | 지옥에서 온 판사                           |
| 신인연기상                                  | 강상준 김신비 서범준 김민주 최유주 | 재벌X형사 열혈사제2 커넥션 7인의 부활      |
| 미니시리즈/휴먼 · 판타지 부문 조연상        | 김인권 지승현 김재화 김혜화        | 지옥에서 온 판사 굿파트너 지옥에서 온 판사 |
| 미니시리즈/장르 · 액션 부문 조연상          | 권율 김경남 윤사봉 정유민          | 커넥션                                     |
| 시즌제 드라마 조연상                        | 서현우 심이영                      | 열혈사제2 7인의 부활                       |
| 베스트 팀워크상                             | 굿파트너 대정로펌                  | 굿파트너                                   |
| 공로상                                      | 김영옥                             | -                                          |
| 청소년 연기상                               | 문우진 유나                        | 열혈사제2 굿파트너                         |
| 베스트 퍼포먼스상                           | 이규한 한재이                      | 지옥에서 온 판사 굿파트너                  |
| 신스틸러상                                  | 고규필 안창환                      | 열혈사제2                                  |

## 진행자
| 회차 | 연도   | MC 목록                        |
| ---- | ------ | ------------------------------ |
| 1    | 1992년 | 이계진, 최선규, 박지영         |
| 2    | 1993년 | 임백천, 이계진, 이소라, 박지영 |
| 3    | 1994년 | 이계진, 이소라, 이영현         |
| 4    | 1995년 | 최선규, 정선경, 김원희         |
| 5    | 1996년 | 최선규, 황수정                 |
| 6    | 1998년 | 김승현, 이소라                 |
| 7    | 1999년 | 유정현, 송윤아                 |
| 8    | 2000년 | 유정현, 송윤아                 |
| 9    | 2001년 | 유정현, 정지영                 |
| 10   | 2002년 | 유정현, 송윤아                 |
| 11   | 2003년 | 유정현, 송윤아                 |
| 12   | 2004년 | 박수홍, 이효리                 |
| 13   | 2005년 | 박상원, 김현주                 |
| 14   | 2006년 | 유정현, 이훈, 이다해           |
| 15   | 2007년 | 김용만, 하희라, 구혜선         |
| 16   | 2008년 | 류시원, 한예슬                 |
| 17   | 2009년 | 장근석, 문근영, 박선영         |
| 18   | 2010년 | 이범수, 박진희, 이수경         |
| 19   | 2011년 | 지성, 최강희                   |
| 20   | 2012년 | 이동욱, 정려원                 |
| 21   | 2013년 | 이휘재, 김우빈, 이보영         |
| 22   | 2014년 | 이휘재, 박서준, 박신혜         |
| 23   | 2015년 | 이휘재, 유준상, 임지연         |
| 24   | 2016년 | 이휘재, 장근석, 민아           |
| 25   | 2017년 | 신동엽, 이보영                 |
| 26   | 2018년 | 신동엽, 이제훈, 신혜선         |
| 27   | 2019년 | 신동엽, 장나라                 |
| 28   | 2020년 | 신동엽, 김유정                 |
| 29   | 2021년 | 신동엽, 김유정                 |
| 30   | 2022년 | 신동엽, 안효섭, 김세정         |
| 31   | 2023년 | 신동엽, 김유정                 |
| 32   | 2024년 | 신동엽, 김혜윤, 김지연         |

## 뒷이야기 및 논란
- 1997년 시상식은 대한민국의 IMF 구제금융 요청과 함께 다른 방송사와의 드라마 시청률 경쟁에서 참패하게 되자[3] 시상식을 개최하지 않았다.
- 배우 고두심은 1989년, 2004년, 2015년 (KBS), 1990년, 2004년 (MBC), 2000년 (SBS)에서 각각 연기대상을 수상하여 연기대상 최초 그랜드슬램 수상자로 기록되어 있다.
- 문근영 (2008년, 만 21세), 김희선(1998년, 만 22세)은 방송 3사를 통틀어 연기대상 최연소 대상 수상자로 기록되어 있다.
- 배우 박신양은 2004년, 2007년 수상, 한석규는 2011년, 2016년 수상, 김남길은 2019년, 2022년 수상으로 SBS 연기대상 최다 수상자로 기록되어 있다.
- 2001년 강수연과 전인화, 2004년 박신양과 김정은, 2007년 박신양과 김희애, 2018년 감우성과 김선아, 2023년 이제훈과 김태리는 공동으로 대상을 수상한 배우들로 기록되어 있다.
- 배우 지성은 본상으로 분류되는 신인연기상(뉴스타상) - 우수연기상 - 최우수연기상 - 대상을 모두 수상한 적이 있다.
- 2010년 연기대상에서 배우 고현정이 대상을 수상했으나 이미 연기대상 대상 수상자가 정해졌다는 이른바 고현정 빅딜설이라는 소문이 나돌면서 논란이 있으며[4][5][6] 또한, 고현정의 수상소감에 대해서도 비판이 있다.[7][8] 2011년 1월 2일 2010년 SBS 연기대상 재방송 방송에서 고현정의 수상소감은 편집되었고[9] 그 이후 2012년 4월 고현정이 진행하는 GO쇼가 방송됐다.
- 2010년 12월 26일 김수현 작가는 트위터에서 “SBS 연말 연기상, '인생은 아름다워' 팬들은 기대를 접으시기 바랍니다. 상은 받을 만한 가치가 있을 때 '상'이라는 생각 변함없고, 아마도 인아는 찬밥일 겁니다. 괜찮습니다. 잔칫상 구색 맞추기 동원보다는 아예 찬밥이 깔끔”이라고 말했다.[10]
- 2001년 연기대상부터 대상 후보를 포함하여 한 해 최고의 연기자 다수에게 수여하던 "10대 스타상"은 SBS의 시상식 개편으로 인하여 2017년 연기대상부터 폐지됐다.
- 한 해 신인 다수에게 수여했던 연기대상의 신인상인 "뉴스타상"은 SBS의 시상식 개편으로 인하여 2017년부터 "신인연기상"으로 명칭이 변경됐다.
- 2017년 연기대상에서 지성, 이보영은 SBS 연기대상 최초 부부가 함께 대상 후보에 오르면서 연기대상에 동반 참석하기도 했다.
- 2020년 연기대상은 코로나19 범유행으로 인해 연기자들이 각자 대기공간에서 대기한 후 수상자 호명 시 올라와서 트로피를 가져가는 형태로 진행되었고,[11] 대상 후보자들 간 치열하게 경쟁한 끝에 남궁민이 대상을 거머쥐었다.[12]
- 2021년 연기대상은 작년과 같은 방식으로 연기자들이 각자 대기공간에서 대기한 후 수상자 호명 시 올라와서 트로피를 가져가는 형태로 진행되었다. 대상은 작년에 아쉽게 대상을 놓쳤던 김소연이 수상하면서, 개인 생애 첫 대상을 거머쥐게 되었다.[13]
- 2023년 연기대상은 이례적으로 12월 31일이 아닌 12월 29일 개최로 최종 확정했다. 이에 따라 2000년 연기대상 시상식부터 매년 진행되어 왔던 새해 카운트다운은 이 해에 진행되지 않았다.[14]
- 2024년 연기대상은 방송 3사를 통틀어 가장 빠른 날짜인 12월 21일 개최로 최종 확정했다. 이에 따라 지난해에 이어 2년 연속으로 새해 카운트다운은 진행되지 않게 됐다.

## 참고 사항
- 2000년부터 2022년까지 12월 31일 밤 12시를 앞두고 새해 카운트다운이 함께 진행됐다.[15]
  - 대구, 울산, 부산 지역의 경우 지역 네트워크 방송사인 대구경북 TBC, 울산 ubc, 부산경남 KNN 등을 통해 자체 방송을 송출하고 있다.

## 네트워크 방송사
- 《SBS 연기대상》의 9개 지역 민방 네트워크 방송사와 방송 시간
  - 2006년 5월 14일부터 개칭한 KNN 부산경남방송의 경우, 방송 당시 PSB 부산방송 명칭을 2006년 5월 13일까지 표기했다.
  - 2011년 10월 10일부터 개칭한 G1의 경우, 방송 당시 GTB 강원민방 명칭을 2011년 10월 9일까지 표기했다.

| 방송 권역               | 방송사           | 방송 일정 및 시간 | 비고                    |
| ----------------------- | ---------------- | --- | ----------------------- |
| 수도권 (서울·인천·경기) | SBS              | 매년 방송(9개 지역 민방 동시 네트워크로 전국적으로 일제히 송출되며, 방송 시간은 편성 상황에 따라 유동적으로 달라질 수 있음) | 키국(프로그램 제작국)   |
| 대전·충남·세종          | TJB 대전방송     | 매년 방송(9개 지역 민방 동시 네트워크로 전국적으로 일제히 송출되며, 방송 시간은 편성 상황에 따라 유동적으로 달라질 수 있음) | 제1회(1995년)부터 시작  |
| 부산·경남               | KNN 부산경남방송 | 매년 방송(9개 지역 민방 동시 네트워크로 전국적으로 일제히 송출되며, 방송 시간은 편성 상황에 따라 유동적으로 달라질 수 있음) | 제1회(1995년)부터 시작  |
| 대구·경북               | 대구경북 TBC     | 매년 방송(9개 지역 민방 동시 네트워크로 전국적으로 일제히 송출되며, 방송 시간은 편성 상황에 따라 유동적으로 달라질 수 있음) | 제1회(1995년)부터 시작  |
| 광주·전남               | kbc 광주방송     | 매년 방송(9개 지역 민방 동시 네트워크로 전국적으로 일제히 송출되며, 방송 시간은 편성 상황에 따라 유동적으로 달라질 수 있음) | 제1회(1995년)부터 시작  |
| 울산                    | UBC 울산방송     | 매년 방송(9개 지역 민방 동시 네트워크로 전국적으로 일제히 송출되며, 방송 시간은 편성 상황에 따라 유동적으로 달라질 수 있음) | 제6회(1998년)부터 시작  |
| 전북                    | JTV 전주방송     | 매년 방송(9개 지역 민방 동시 네트워크로 전국적으로 일제히 송출되며, 방송 시간은 편성 상황에 따라 유동적으로 달라질 수 있음) | 제6회(1998년)부터 시작  |
| 충북                    | CJB 청주방송     | 매년 방송(9개 지역 민방 동시 네트워크로 전국적으로 일제히 송출되며, 방송 시간은 편성 상황에 따라 유동적으로 달라질 수 있음) | 제6회(1998년)부터 시작  |
| 강원                    | G1방송           | 매년 방송(9개 지역 민방 동시 네트워크로 전국적으로 일제히 송출되며, 방송 시간은 편성 상황에 따라 유동적으로 달라질 수 있음) | 제9회(2001년)부터 시작  |
| 제주                    | JIBS 제주방송    | 매년 방송(9개 지역 민방 동시 네트워크로 전국적으로 일제히 송출되며, 방송 시간은 편성 상황에 따라 유동적으로 달라질 수 있음) | 제10회(2002년)부터 시작 |

## 연기대상 경쟁 프로그램
- KBS 연기대상
- MBC 연기대상